# Jenaz
Jenaz é uma comuna da Suíça, no Cantão Grisões, com cerca de 1.146 habitantes. Estende-se por uma área de 25,95 km², de densidade populacional de 44 hab/km². Confina com as seguintes comunas: Fideris, Furna, Luzein, Peist, Schiers.
A língua oficial nesta comuna é o Alemão.